# Біч (Вале)
Біч (нім. Bitsch VS) — громада  в Швейцарії в кантоні Вале, округ Східний Рарон.

## Географія
Громада розташована на відстані близько 85 км на південний схід від Берна, 55 км на схід від Сьйона.
Біч має площу 5,8 км², з яких на 8,2% дозволяється будівництво (житлове та будівництво доріг), 13,7% використовуються в сільськогосподарських цілях, 60,6% зайнято лісами, 17,6% не є продуктивними (річки, льодовики або гори).

## Демографія
2019 року в громаді мешкало 1002 особи (+17,6% порівняно з 2010 роком), іноземців було 9,6%. Густота населення становила 173 осіб/км².
За віковим діапазоном населення розподілялося таким чином: 18,8% — особи молодші 20 років, 69% — особи у віці 20—64 років, 12,3% — особи у віці 65 років та старші. Було 412 помешкань (у середньому 2,4 особи в помешканні).
Із загальної кількості 307 працюючих 22 було зайнятих в первинному секторі, 55 — в обробній промисловості, 230 — в галузі послуг.